# Sensation (Dance-Event)

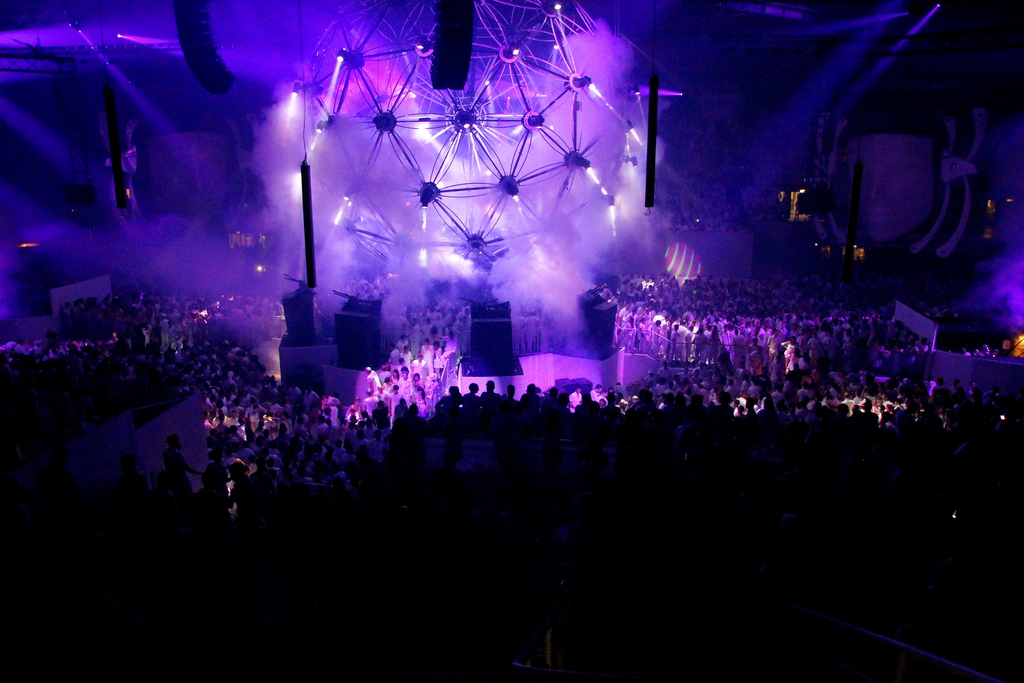
Sensation „Source of Light“ am 13. April 2013 in Italien

Die Sensation ist eine Veranstaltung im Bereich der elektronischen Tanzmusik. Veranstaltet wird sie von der niederländischen Firma ID&T und fand bisher in 34 Ländern auf fünf Kontinenten mit insgesamt weit über einer Million Besuchern statt.
Im Jahre 2000 fand die erste Sensation statt. Sie wurde, wie auch in den folgenden Jahren, in der Amsterdam Arena ausgetragen. 2002 wurde die Sensation in Sensation White und Sensation Black aufgeteilt. Seit 2008 heißt die Sensation White nur noch Sensation, die Sensation Black nur noch Black.
Die Sensation gilt als das größte und eines der erfolgreichsten Dance-Events. Das Erfolgskonzept der Sensation beruht, neben der Idee eines einheitlich gekleideten Publikums, auf der Kombination von Star-DJs, aufwändiger Licht- und Lasershow sowie Dekoration und Pyrotechnik. Die Stimme von MC Gee begleitet das Event, er macht Ansagen und animiert das Publikum.

## Sensation (bis 2007 Sensation White)

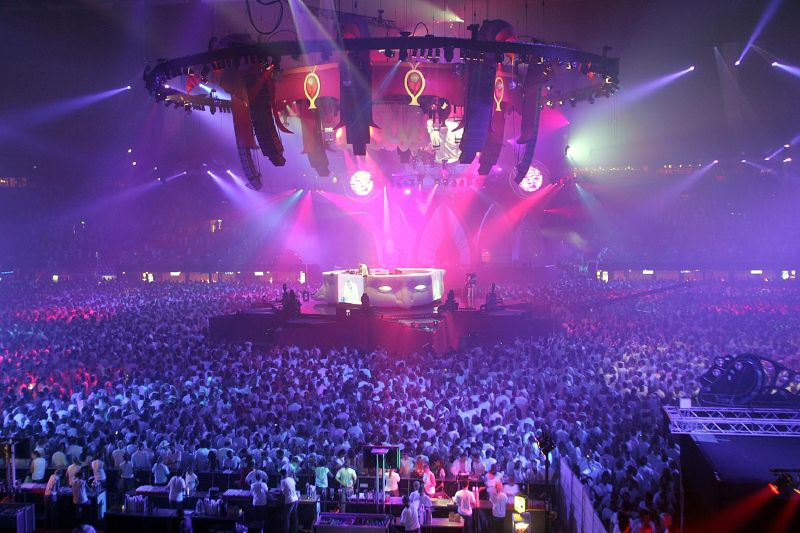
Sensation White 2006

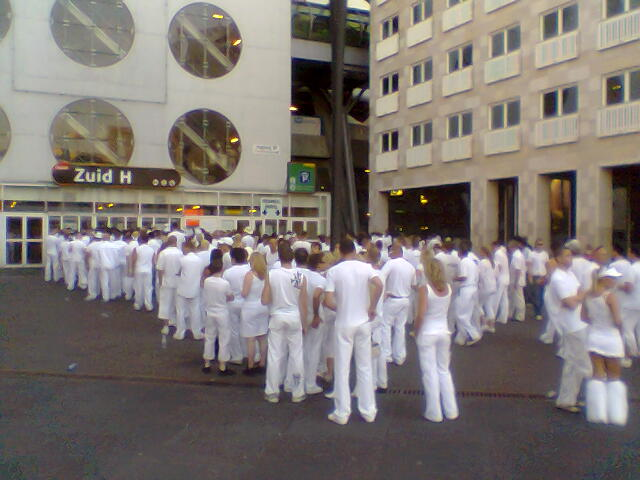
In weiß gekleidete Gäste

Bei der Sensation ist es Bedingung, dass alle Gäste in weißer Kleidung erscheinen. Andersfarbige Verzierungen auf Kleidungsstücken sind gestattet, sofern sie nicht zu groß ausfallen. Das Motto der Veranstaltung lautet „Be part of the night – dress in white“. Das Musikspektrum besteht aus House und Electro. Je später der Abend wird, desto härter und schneller werden die Sounds und Rhythmen. Die Premiere der Sensation findet jährlich am ersten Samstag im Juli in Amsterdam statt. Gefeiert wird dann in der Regel von circa 21 Uhr bis 6 Uhr morgens, die verfügbaren 40.000 Eintrittskarten sind für gewöhnlich innerhalb weniger Stunden ausverkauft.
In den letzten Jahren legten Trance-, House- und Electro-DJs auf, darunter Chuckie, Martin Garrix, Dimitri Vegas & Like Mike, Hardwell, Nervo, Fedde Le Grand, Nicky Romero, Mark Knight, Riva Starr, Paul van Dyk, Tiësto, Armin van Buuren, Ferry Corsten, Marco V, Erick Morillo, David Guetta, Sebastian Ingrosso, Monika Kruse und Tom Novy.
Mit dem Lineup für 2006 in Deutschland und 2007 in den Niederlanden bewegte sich ID&T weg vom herkömmlichen Mix aus House und Trance. Erstmals war kein DJ aus dem Bereich Trance mehr vertreten, was teilweise auf harte Kritik in der Szene gestoßen ist.
2008 kann als das Jahr angesehen werden, in dem die internationale Tour einzelner Sensation-Editionen begann. Fortan tourten die jeweils in Amsterdam gestarteten Shows (ausgenommen „The Legacy“) in über 34 Ländern bzw. Städten. Darunter Düsseldorf, Santiago de Chile, Hasselt (vormals in Antwerpen), Budapest, Prag, Riga, Sankt Petersburg, Vilnius, Breslau, Kopenhagen, Madrid, Bangkok, New York und Dubai. Die Sensation in Dubai findet im Gegensatz zu allen anderen Shows nicht innerhalb eines geschlossenen Stadions statt, sondern als einziges Open Air.
Am 15. Februar 2017 gab der Veranstalter bekannt, dass am 8. Juli 2017 die letzte Sensation in der Amsterdam ArenA unter dem Motto „The Final“ stattfinden wird. Die internationale Tour einzelner Sensation-Editionen wird jedoch fortgesetzt.
Am 10. Dezember 2019 wurde auf der Facebook-Seite des Veranstalters anhand eines Teasers ein am 4. Juli 2020 stattfindendes Event in der Johan-Cruyff-Arena in Amsterdam unter dem Motto It's Time To Go Beyond angekündigt. Der Vorverkauf startete noch am gleichen Tag.

### Deutschland

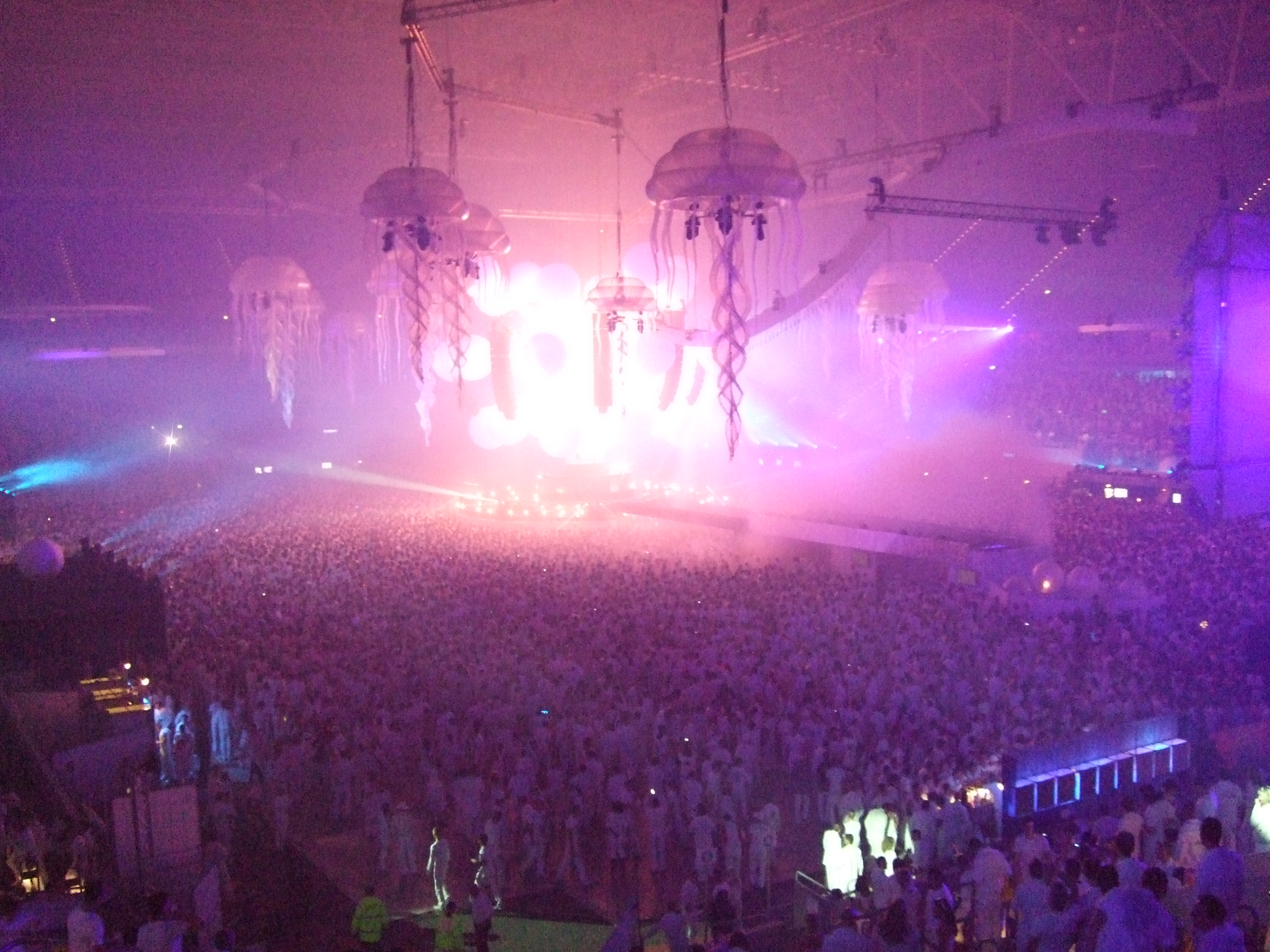
Sensation „Ocean of White“ am 31. Dezember 2008 in Düsseldorf

2005 wurde die Sensation in Deutschland und Belgien eingeführt. Die erste „Sensation White Germany“ fand in der Veltins-Arena in Gelsenkirchen mit knapp 15.000 Gästen statt, die erste „Sensation White Belgium“ im Sportpaleis in Antwerpen. Auch 2006 war die Sensation White wieder in Antwerpen (15. April), Amsterdam (1. Juli) und Gelsenkirchen (15. Juli).
Von 2007 bis 2010 fand die Sensation jeweils am Silvesterabend in der ESPRIT arena in Düsseldorf statt. Die Sensation 2009/2010 in Düsseldorf hat mit knapp 40.000 Besuchern einen neuen Rekord in Deutschland aufgestellt. Im Vorjahr kam man lediglich auf 28.000. 2011 wurde die Veranstaltung wegen Unstimmigkeiten zwischen ID&T und dem lokalen Promoter abgesagt. Zur Sensation 2013 am 12. Oktober in Düsseldorf kamen nur 17.000 Besucher, seitdem fand keine Sensation mehr in Deutschland statt.

### Themen

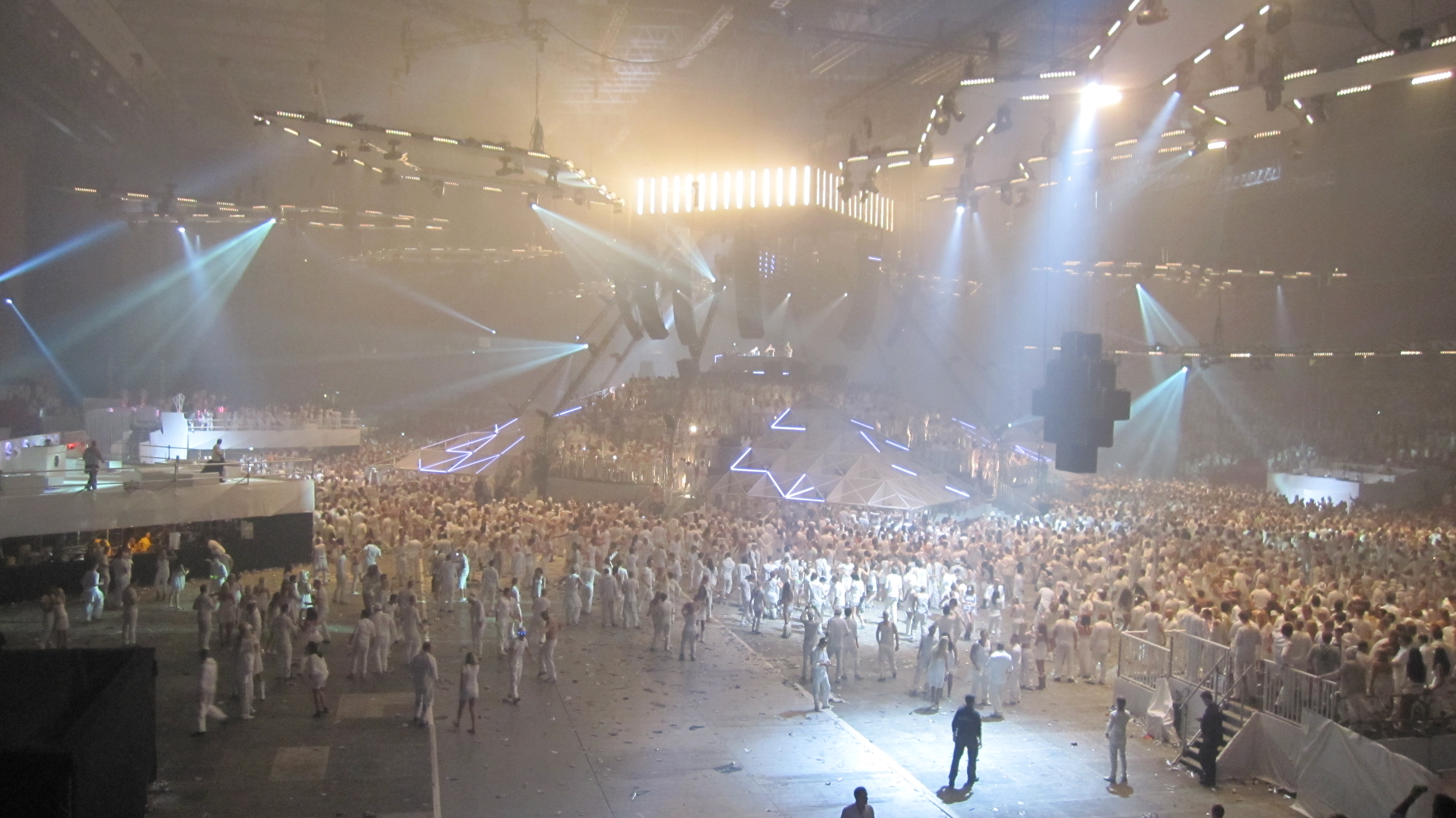
Sensation „Celebrate Life“ am 13. November 2010 in Dänemark

Die Premiere der Themen findet jährlich in Amsterdam statt, woraufhin der Veranstalter mit dem jeweiligen Thema durch verschiedene Länder tourt.
- 2000: Shiva (Black und White)
- 2001: White
- 2002: Church
- 2003: Water and Fire
- 2004: Mythology
- 2005: Space
- 2006: Dreamcatcher
- 2007: Oak Of Love
- 2008: Ocean of White
- 2009: Wicked Wonderland
- 2010: Celebrate Life
- 2011: Innerspace
- 2012: Source of Light
- 2013: Into the Wild
- 2014: Welcome to the Pleasuredome
- 2015: The Legacy (einmalig in Amsterdam)
- 2016: Angels & Demons (einmalig mit komplett in weiß (Angels) und in schwarz (Demons) gekleideten Gästen)
- 2017: The Final (die letzte Sensation in der Amsterdam ArenA)
- 2018: Rise
- 2020: Monument of Light (Ersatzevent / 'Beyond' verschoben auf 2021 wegen Corona)
- 2021: Beyond (verschoben auf 2022)
- 2022: YES

## Black (bis 2007 Sensation Black)
Bei der Black ist schwarze Kleidung vorgeschrieben. Sie stellt damit das Pendant zur Sensation dar. Es treten in erster Linie Hardstyle- und Hardcore-Techno-DJs auf. Die Black ist kein Teil der Sensation-Reihe mehr. 2002 bis 2008 fand sie in Amsterdam statt, seit dem 21. März 2009 in der Ethias Arena in Hasselt, Belgien.
Auf der Black traten bereits DJs wie Mauro Picotto, The Prophet, Headhunterz, Chris Liebing, Marco V, Yoji Biomehanika, Lady Dana, DJ Luna, The Darkraver, Technoboy, DJ Promo, Catscan, Kai Tracid, DJ Zany, Showtek, Angerfist, Evil Activities und Endymion auf.

## Hymnen
- 2000: Cygnus X – Superstring (Rank 1 Remix)
- 2001: Rank 1 – Such is Life

### Sensation
| Jahr | Interpret                                          | Titel                                          | Land                      |
| ---- | -------------------------------------------------- | ---------------------------------------------- | ------------------------- |
| 2002 | The Rush                                           | The Anthem 2002 (White Edition)                | Niederlande international |
| 2003 | Rank 1                                             | The Anthem 2003 (nach Wolfgang Amadeus Mozart) | international             |
| 2004 | The Rush                                           | The Anthem 2004 (nach Carl Orff)               | international             |
| 2005 | Armin van Buuren feat. Jan Vayne                   | Serenity (nach Frédéric Chopin)                | international             |
| 2005 | Samuel Kindermann                                  | Die Hymne White 2005                           | Deutschland               |
| 2005 | First & André                                      | Widescreen                                     | Belgien                   |
| 2006 | Sander Kleinenberg                                 | This is Sensation                              | international             |
| 2006 | Moguai                                             | I want, I need, I love                         | Deutschland               |
| 2006 | Fred Baker                                         | Forever Friends                                | Belgien                   |
| 2006 | Nitrous Oxide pres. Redmoon – Cumulus & F.L.A.M.E. | Sensation                                      | Polen                     |
| 2007 | Pacha                                              | Ibiza vs. Miami                                | Deutschland               |
| 2007 | Ferry Corsten                                      | Loud Electronic Sensation                      | Belgien                   |
| 2008 | Armin van Buuren                                   | N/A                                            | Chile                     |
| 2014 | Martin Garrix, Dimitri Vegas & Like Mike           | Tremor                                         | international             |
| 2014 | Martin Garrix                                      | Saint-Petersburg                               | Russland                  |
| 2014 | Zedd                                               | Monterrey                                      | Mexiko                    |

### Black
| Jahr | Interpret                   | Titel                                             | Land        |
| ---- | --------------------------- | ------------------------------------------------- | ----------- |
| 2002 | The Rush                    | The Anthem 2002 (Lady Dana Remix) (Black Edition) | Niederlande |
| 2003 | Ricky Fobis                 | No Regular                                        | Niederlande |
| 2004 | DJ Luna                     | Mindspace                                         | Niederlande |
| 2005 | The Rush & Thalamus         | Shock Your Senses                                 | Niederlande |
| 2007 | DJ Ghost                    | My Sensation is Black                             | Belgien     |
| 2007 | Black Identity              | Blckr Thn Blck                                    | Niederlande |
| 2008 | Showtek                     | Black Anthem 2008                                 | Niederlande |
| 2010 | Max Enforcer feat. The Rush | Fade to black                                     | Belgien     |
| 2011 | The Prophet                 | Pitch Black                                       | Belgien     |
| 2012 | The Prophet                 | Reflections Of Your Darkside                      | Belgien     |